# Сангина (река)
Сангина́ (бур. Һонгинэ) — река в Закаменском районе Бурятии, правый приток Хамнея, бассейн Селенги.

Длина реки — 80 км. Берёт начало в горном узле на стыке Хангарульского хребта и водораздельного хребта Хамар-Дабана, в 20 км к юго-западу от горы Субутуй (или Утуликская Подкова, 2396,1 м), высшей точки Хамар-Дабана. Течёт в юго-восточном направлении в горно-таёжной местности. Впадает справа в реку Хамней, в 84 км от места впадения последней в Джиду.